# (290) Bruna
(290) Bruna es un asteroide perteneciente al cinturón de asteroides descubierto el 20 de marzo de 1890 por Johann Palisa desde el observatorio de Viena, Austria.
Está nombrado por Brno, una ciudad de la República Checa.
Bruna forma parte de la familia asteroidal de Focea.